# آمارهای جام جهانی فوتبال ۲۰۱۴
مقاله زیر شامل آمارهای رسمی فیفا در مورد جام جهانی فوتبال ۲۰۱۴ برزیل است که از تاریخ ۱۲ ژوئن ۲۰۱۴ تا ۱۳ ژوئیه ۲۰۱۴ در کشور برزیل برگزار شد.

آمار گل‌زنان بدون احتساب گل‌ها در ضربات پنالتی (در مسابقات حذفی) است.

## گل‌زنان
کفش زرین این دوره به خامس رودریگز از کلمبیا رسید.
۶ گل
- خامس رودریگز

۵ گل
- توماس مولر

۴ گل
| - لیونل مسی | - نیمار | - روبین فان پرسی |

۳ گل
| - آندره شورله - انر والنسیا | - کریم بنزما - جردان شقیری | - آرین روبن |

۲ گل
| - تونی کروس - متس هوملس - ماریو گوتسه - میروسلاو کلوزه - کلینت دمپسی - تیم کیهیل - لوییس سوارز | - عبدالمومن جابو - اسلام سلیمانی - اسکار - داوید لوییس - ژروینیو - ویلفرید بونی - الکسیس سانچز | - برایان رویز - جکسون مارتینز - ایوان پریشیچ - ماریو مانجوکیچ - آساموا ژیان - آندره آیو - ممفیس دپای - احمد موسی |

۱ گل
| - سامی خدیرا - جان آنتونی بروکس - جرمین جونز - جولیان گرین - ادینسون کاوانی - دیه‌گو گودین - خوان ماتا - داوید ویا - ژابی آلونسو - فرناندو تورس - میله یدیناک - رفیق حلیش - سفیان فغولی - یاسین براهیمی - آنخل دی ماریا - مارکوس روخو - گونسالو ایگواین - دنیل استوریج - وین رونی - کلودیو مارکیزیو - ماریو بالوتلی - رضا قوچان‌نژاد - تیاگو سیلوا - فرد - فرناندینیو - دریس مرتنز - دیووک اوریگی - روملو لوکاکو | - کوین ده بروینه - مروان فلاینی - یان فرتونگن - آودیا ورشایویچ - ادین ژکو - میرالم پیانیچ - وداد ایبیشویچ - سیلوستره وارلا - کریستیانو رونالدو - نانی - آلکساندر کرژاکوف - آلکساندر کوکورین - شینجی اوکازاکی - کیسوکه هوندا - آدمیر مهمدی - بلریم ژمایلی - گرانیت ژاکا - هریس سفروویچ - ادواردو وارگاس - چارلز آرانگیز - خورخه والدیویا - ژان بوسیور - الیویه ژیرو - بلز ماتویدی - پل پوگبا - متیو والبوئنا - موسی سیسوکو | - اسکار دوارت - جوئل کمپل - مارکو اورنا - ژوئل متیپ - سون هئونگ-مین - کو جاچئول - لی کیون-هو - ایویکا اولیچ - پابلو آرمرو - تئوفیلو گوتیرز - خوان فرناندو کینترو - خوان کوادرادو - آساموا ژیان - آندرس گواردادو - اوریبه پرالتا - جیووانی دوس سانتوس - خاویر هرناندز - رافائل مارکز - پیتر اودموینگی - استفان ده فری - دیلی بلیند - لروی فر - کلاس یان هونتلار - جورجینیو واینالدوم - وسلی اسنایدر - کارلو کوستلی - آندریاس ساماریس - جورجوس ساماراس - سوکراتیس پاپاستاتوپولوس |

گل به خودی
- مارسلو (برای کرواسی)
- نوئل وایادارس (برای فرانسه)
- سئاد کولاسیناک (برای آرژانتین)
- جان بوی (برای پرتغال)
- جوزف یوبو (برای فرانسه)

منبع: FIFA

## بهترین پاس گل دهندگان
خوان گیلرمو کوادرادو از کلمبیا و تونی کروس از آلمان بیشتر تعداد پاس گل را داشتند.
۴ پاس‌گل
| - تونی کروس |

۳ پاس‌گل
| - آندره شورله | - خوان کوادرادو | - کریم بنزما |

۲ پاس‌گل
- کوین ده بروین
- ادن آزار
- الکسیس سانچز
- ابل آگویلار
- خامس رودریگز
- کریستین بولانوس
- والتر آیووی
- متیو والبوئنا
- فلیپ لام
- توماس مولر
- مسعوت اوزیل
- سرژ اوریر
- دیلی بلیند
- داریل یانمات
- یوسیپ درمیچ
- گراهام زوسی

۱ پاس گل
- یاسین براهیمی
- عبدالمومن جابو
- سفیان فغولی
- کارل مجانی
- اسلام سلیمانی
- آنخل دی‌ماریا
- ازکوئیل گارای
- گونسالو ایگواین
- لیونل مسی
- مارکوس روخو
- رایان مک‌گوان
- تامی اور
- روملو لوکاکو
- دیووک اوریگی
- ادین ژکو
- سناد لولیچ
- میرالم پیانیچ
- تینو-اسون سوشیچ
- دانته
- داوید لوییس
- لوئیز گوستاوو
- مارسلو
- نیمار
- اسکار
- تیاگو سیلوا
- آلن انیوم
- چارلز آرانگیز
- ماوریسیو پینیلا
- خورخه والدیویا
- ادواردو وارگاس
- تئوفیلو گوتیرز
- آدریان راموس
- جوئل کمپل
- جونیور دیاز
- کریستین گامبوا
- ادواردو دا سیلوا
- نیکیسا یلاویچ
- ایوان پریشیچ
- دانیل پرانیچ
- ایوان راکیتیچ
- خوان کارلوس پاردز
- گلن جانسون
- وین رونی
- متیو دبوشی
- پل پوگبا
- بندیکت هوودس
- سامی خدیرا
- کوادوو آساموا
- جان بوی
- آساموا ژیان
- سولی مونتاری
- تئوفانیس گکاس
- جورجوس ساماراس
- برایان بکلز
- جواد نکونام
- آنتونیو کاندرئوا
- آندره‌ا پیرلو
- جروینیو
- کیسوکه هوندا
- یوتو ناگاتومو
- جیووانی دوس سانتوس
- هکتور میگل هررا
- رافائل مارکز
- ممفیس دپای
- کلاس یان هونتلار
- آرین روبن
- وسلی اسنایدر
- مایکل باباتونده
- امانوئل امنیکه
- کریستیانو رونالدو
- میگل ولوسو
- دیمیتری کومباروف
- لی کیون-هو
- یان سوک-یونگ
- سسک فابرگاس
- آندرس اینیستا
- خوان‌فران
- گوکان اینلر
- آدمیر مهمدی
- ریکاردو رودریگز
- مایکل بردلی
- ادینسون کاوانی
- فرناندو موسلرا
- گاستون رامیرس

Source: UEFA

## ترین‌ها

### آمار کلی
- تعداد کل گل‌های زده شده: ۱۷۱
- میانگین گل در هر بازی: ۲٫۶۷
- تعداد دوگانه (زده شدن دو گل در یک بازی توسط یک بازیکن): ۱۴

کریم بنزما• تونی کروس• ماریو مانجوکیچ• جکسون مارتینز• لیونل مسی• احمد موسی• نیمار (۲بار)• روبین فان پرسی• آرین روبن• خامس رودریگز• آندره شورله• لوییس آلبرتو سوارز• انر والنسیا
- تعداد هت‌تریک: ۲

توماس مولر• جردان شقیری
- تعداد پنالتی گرفته شده در جریان بازی: ۱۳
- تعداد پنالتی‌های گل شده در جریان بازی: ۱۲

ژابی آلونسو• کریم بنزما• ادینسون کاوانی• کوادرادو• سفیان فغولی• کلاس یان هونتلار• مایل جدیناک• توماس مولر• نیمار• روبین فان پرسی• خامس رودریگز• جورجوس ساماراس
- تعداد پنالتی‌های از دست رفته در جریان بازی: ۱

کریم بنزما
- درصد گل شدن پنالتی‌ها: ۹۲٫۳۱٪
- تعداد گل به خودی‌ها: ۵

جان بوی• سئاد کولاشیناس• مارسلو• نوئل وایادارس• جوزف یوبو

### زمانی
- اولین گل مسابقات:مارسلو (گل به خودی) برای کرواسی مقابل برزیل
- اولین دوگانه مسابقات:نیمار برای برزیل مقابل کرواسی
- اولین هت‌تریک مسابقات:توماس مولر برای آلمان مقابل پرتغال
- آخرین گل مسابقات:ماریو گوتسه برای آلمان مقابل آرژانتین
- آخرین دوگانه مسابقات:آندره شورله برای آلمان مقابل برزیل
- آخرین هت‌تریک مسابقات:جردان شقیری برای سوئیس مقابل هندوراس
- سریع‌ترین گل مسابقات: دقیقهٔ اول (۰۰:۳۰)

کلینت دمپسی برای آمریکا مقابل غنا
- کم‌ترین فاصلهٔ زمانی بین ورود به زمین به عنوان بازیکن تعویضی و گل زدن: دو دقیقه

•مارکو اورنا برای کاستاریکا مقابل اروگوئه (دقیقهٔ ورود:۸۳) •آدمیر مهمدی برای سوئیس مقابل اکوادور (دقیقهٔ ورود:۴۶) •میروسلاو کلوزه برای آلمان مقابل غنا (دقیقهٔ ورود:۶۹) •لروی فر برای هلند مقابل شیلی (دقیقهٔ ورود:۷۵) •جولیان گرین برای آمریکا مقابل بلژیک (دقیقهٔ ورود:۲+۱۰۵)
- دیرترین گل زده شده در یک مسابقه نود دقیقه‌ای: دقیقهٔ ۵+۹۰

سیلوستره وارلا برای پرتغال مقابل آمریکا
- دیرترین گل زده شده در یک مسابقه ۱۲۰ دقیقه‌ای (حذفی): دقیقهٔ ۱+۱۲۰

عبدالمومن جابو برای الجزایر مقابل آلمان
- دیرترین گل پیروزی‌بخش در یک مسابقه نود دقیقه‌ای: دقیقهٔ ۴+۹۰

کلاس یان هونتلار برای هلند مقابل مکزیک
- دیرترین گل پیروزی‌بخش در یک مسابقه ۱۲۰ دقیقه‌ای (حذفی): دقیقهٔ ۱۱۸

آنخل دی‌ماریا برای آرژانتین مقابل سوئیس
- کم‌ترین فاصلهٔ زمانی بین دو گل زده شده توسط یک تیم: دو دقیقه (۰۱:۰۶)

اولیویر ژیرو و بلیس ماتویدی برای فرانسه مقابل سوئیس

### تیمی

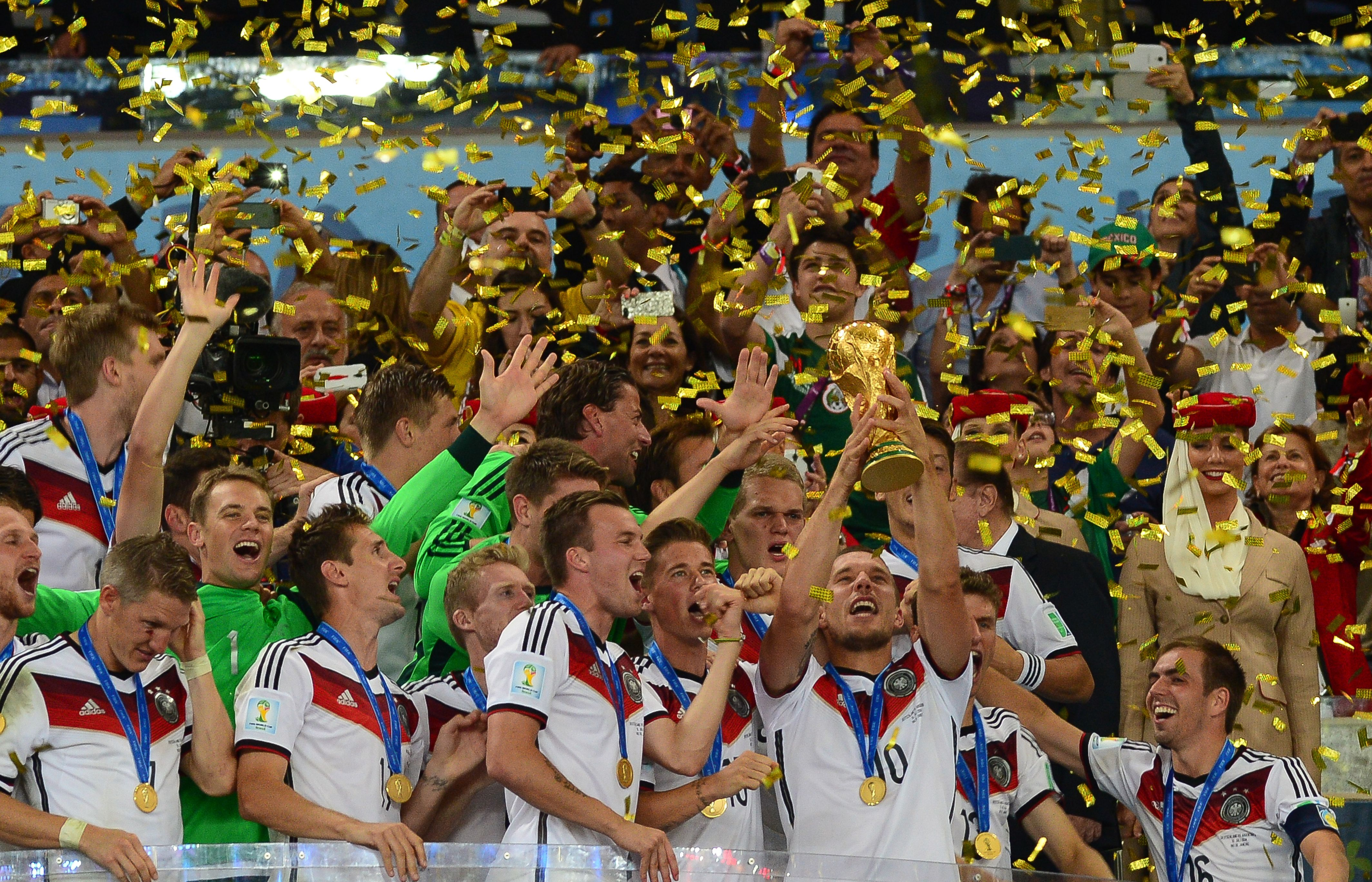
آلمان، تیم قهرمان مسابقات

- بیشترین تعداد گل زده شده توسط یک تیم: ۱۸

آلمان
- کمترین تعداد گل زده شده توسط یک تیم: ۱

کامرون• هندوراس• ایران
- بیشترین تعداد گل خورده شده توسط یک تیم: ۱۴

برزیل
- کمترین تعداد گل خورده شده توسط یک تیم: ۲

کاستاریکا
- بهترین تفاضل گل: ۱۴+

آلمان
- بدترین تفاضل گل: ۸-

کامرون
- پرگل‌ترین بازی: ۸

برزیل ۱–۷ آلمان
- بیشترین گل‌زده در یک مسابقه توسط یک تیم: ۷

آلمان مقابل برزیل
- بیشترین گل‌زده در یک مسابقه توسط تیم بازنده: ۲

استرالیا مقابل هلند• سوئیس مقابل فرانسه• کره جنوبی مقابل الجزایر• نیجریه مقابل آرژانتین
- پیروزی با بیشترین اختلاف: ۶گل

برزیل ۱–۷ آلمان
- بیشترین تعداد دروازه بسته: ۴

آرژانتین• آلمان• هلند
- کمترین تعداد دروازه بسته: ۰

الجزایر• استرالیا• بوسنی و هرزگوین• کامرون• غنا• هندوراس• ایتالیا• ساحل عاج• پرتغال• روسیه• کره جنوبی• ایالات متحده آمریکا
- بیشترین تعداد دروازه بسته داده شده توسط یک تیم (تیم مقابل دروازه خود را بسته نگه داشته‌است): ۲

آرژانتین• برزیل• کامرون• کاستاریکا• فرانسه• یونان• هندوراس• ایران• ایتالیا• هلند• نیجریه
- کمترین تعداد دروازه بسته داده شده توسط یک تیم (تیم مقابل دروازه خود را بسته نگه داشته‌است): ۰

الجزایر• کلمبیا• کرواسی• آلمان• غنا• ساحل عاج
- بیشترین تعداد متوالی دروازه بسته توسط یک تیم: ۳

آرژانتین• هلند
- بیشترین تعداد متوالی دروازه بسته داده شده توسط یک تیم (تیم مقابل دروازه خود را بسته نگه داشته‌است): ۲

آرژانتین• کامرون• یونان• ایران• ایتالیا• هلند

### فردی
- بیشترین گل زده‌شده توسط یک فرد: ۶

خامس رودریگز

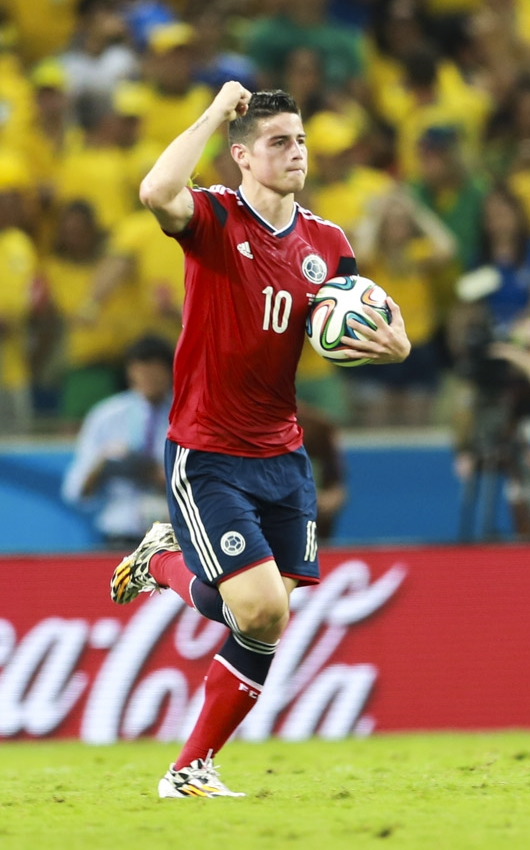
خامس رودریگز، آقای گل مسابقات

- بیشترین پاس گل داده‌شده توسط یک فرد: ۴

خوان گیلرمو کوادرادو• تونی کروس
- بیشترین تعداد گل‌های ساخته شده توسط یک فرد (گل یا پاس گل): ۸

خامس رودریگز (۶گل و ۲پاس گل)• توماس مولر (۵گل و ۳پاس گل)
- بیشترین تعداد دروازه بسته یک دروازه‌بان: ۴

یاسپر سیلسن• مانوئل نویر• سرخیو رومرو
- کمترین تعداد دروازه بسته یک دروازه‌بان: ۰

ایگور آکینفیف• بوبکر بری• آسمیر بگوویچ• بتو• جانلوئیجی بوفون• ایکر کاسیاس• فاتائو داودا• پاناگیوتیس گلیکوس• جو هارت• تیم هاوارد• چارلی ایتانژه• جونگ سونگ-ریونگ• کیم سئونگ-گیو• آدام لارسن کواراسی• رایس مبولحی• روی پاتریسیو• متیو رایان• سالواتوره سیریگو• نوئل وایادارس
- بیشترین تعداد متوالی دروازه بسته توسط یک دروازه‌بان: ۳

یاسپر سیلسن• سرخیو رومرو
- بیشترین تعداد گل‌زده در یک بازی توسط یک بازیکن: ۳

توماس مولر برای آلمان مقابل پرتغال• جردان شقیری برای سوئیس مقابل هندوراس
- مسن‌ترین گل‌زن: ۳۱سال و ۱ماه و ۱۲روز

نوئل وایادارس(گل به‌خودی) برای فرانسه مقابل هندوراس
- جوان‌ترین گل‌زن: ۱۹سال و ۲۱روز

جولیان گرین برای آمریکا مقابل بلژیک

## پیروزی‌ها و شکست‌ها
- بیشترین پیروزی: ۶

آلمان
- کمترین پیروزی: ۰

استرالی• کامرون• انگلستان• غنا• هندوراس• ایران• ژاپن• روسیه• کره جنوبی
- بیشترین شکست: ۳

استرالیا• کامرون• هندوراس
- کمترین شکست: ۰

کاستاریکا• آلمان• هلند
- بیشترین تساوی: ۳

کاستاریکا
- کمترین تساوی: ۰

استرالیا• بلژیک• بوسنی و هرزگوین• کامرون• کلمبیا• کرواسی• هندوراس• ایتالیا• ساحل عاج• اسپانیا• سوئیس• اروگوئه
- بیشترین امتیاز در گروه: ۹

آرژانتین• بلژیک• کلمبیا• هلند
- کمرین امتیاز در گروه: ۰

استرالیا• کامرون• هندوراس